# Abdulazíz Haszrán
Abdulazíz Haszrán (arabul: عبد العزيز الخثران; Mekka, 1973. július 31. –) szaúd-arábiai válogatott labdarúgó.

## Pályafutása

### Klubcsapatban
1994 és 2002 között az es-Sabáb csapatában játszott. 2003 és 2009 között az El-Hilál játékosa volt, melynek tagjaként két alkalommal nyerte meg a szaúdi bajnokságot. 2009 és 2011 között az el-Vahda labdarúgója volt. 2011 és 2013 között az Al-Kavkab együttesében szerepelt. 

### A válogatottban
2002 és 2006 között 21 alkalommal játszott a szaúd-arábiai válogatottban. Részt vett a 2002-es és a 2006-os világbajnokságon.

## Sikerei, díjai
Es-Sabáb
- Kupagyőztesek Ázsia-kupája győztes (1): 2000–01

El-Hilál
- Szaúd-arábiai bajnok (2): 2004–05, 2007–08